# 広岡浅子
広岡 浅子（ひろおか あさこ、旧字体：廣岡 淺子、1849年10月18日（嘉永2年9月3日） - 1919年（大正8年）1月14日）は、日本の実業家・教育者・社会運動家・慈善家。大同生命の創業者。女子高等教育機関設立に尽力。
ペンネームは九転十起生（きゅうてんじっきせい）。明治を代表する女性実業家であり、豪気・英明な天性から「一代の女傑」と称えられた。

## 経歴

### 生い立ち
山城国京都（現・京都府京都市）・油小路通出水の小石川三井家六代当主・三井高益の四女として生まれる。幼名は照。2歳ですでに結婚相手が決まっていた。幼い頃より裁縫や茶の湯、生け花、琴の稽古などよりも、四書五経の素読など学問に強い興味を持つが、「女に教育は不要」という当時の商家の慣習は固く、家人から読書を禁じられる。9歳で父親が没し、35歳の高喜が家長となる。
17歳（数え年、以下同様）で鴻池善右衛門と並ぶ大坂の豪商であった加島屋の第8代広岡久右衛門正饒（まさあつ）の次男・広岡信五郎と結婚。嫁いだ後も、主人は手代に任せて業務に関与しない商家の風習に疑問と限界を感じ、簿記や算術などを独学するようになる。
20歳で明治維新の動乱を迎え、家運の傾いた加島屋を救うため実業界に身を投じ、夭逝した正饒の長男に代わり加島屋当主となった第9代広岡久右衛門正秋（信五郎の弟）、夫の広岡信五郎と共に、加島屋の立て直しに奔走する。

### 明治の女性実業家として
1884年（明治17年）頃から吉田千足とともに「広炭（こうたん）商店」を設立、これを機に石炭事業に参画。広炭商店のビジネスモデルは、帆足義方が所有する筑豊の炭鉱から産出された石炭を国内で販売し、海外へ輸出するというものであった。しかし、石炭の輸出にかかるコストを解決することが困難となった。これを解決するため、広炭商店は帆足義方の所有する炭鉱自体を傘下に入れ、「東京石炭会社」との合併を経て、石炭の産出から販売までを行う商社「日本石炭会社」となった。だが、このころ日本国内はデフレ不況に陥っていたため、石炭の需要は供給を下回り、石炭価格は暴落、こうした事情により日本石炭会社は窮地に追い込まれ広岡のもとには潤野炭鉱（福岡県飯塚市、後の二瀬炭鉱）だけが残った。浅子は今度こそ事業を成功させるため、自ら単身炭鉱に乗り込み、護身用のピストルを懐に坑夫らと生活をともにしたと伝えられている。男もためらうような冒険的事業に敢えて乗り出したので、しばしば狂人扱いされたという。こうした広岡の伝説的な活躍の甲斐なく、1899年（明治32年）に潤野炭鉱は官営八幡製鉄所に火力を提供するため国に買収された。浅子が売却でどれほどの利益を得たのかは明らかになっていないが、この時期すでに広岡は次の事業に目を向けていた。
京都府高等女学校に進学した浅子の娘・亀子には、同校の寮に井上秀（後の家政学者・教育家）がおり、同室にもなった縁もあって、井上秀は広岡家が営む加島屋久右衛門家にも出入りするようになった。浅子が仕事で出張する時には秀も同行し、潤野炭鉱の監督のために赴いた福岡にも同行していた。
1888年（明治21年）に加島銀行を設立。続いて1902年（明治35年）に大同生命創業に参画するなど、加島屋は近代的な金融企業として大阪の有力な財閥となる。これらの活躍により、広岡浅子は鈴木よね、峰島喜代子（尾張屋銀行、峰島合資会社の経営者）らと並び明治の代表的な女性実業家として名を馳せる。

### 女子高等教育機関設立に尽力
1896年（明治29年）、浅子は、土倉庄三郎を介し、梅花女学校の校長で女子高等教育機関設立の協力者を探していた成瀬仁蔵の訪問を受けた。このとき、浅子は自身が幼い頃に読書を禁じられた経験から「女子にも男子と同じ教育を受けさせるべき」と考えていたが、浅子が必要と考えていたのは単に女学校を作ることではなく、自身の考えと合致する女子教育論と具体的な設立計画であった。浅子と成瀬は互いの性格などの要因で初対面で打ち解けることができなかったが、成瀬は賛意を示さなかった浅子に自身の著書である『女子教育』を手渡した。幼い頃に学問を禁じられた体験を持つ浅子は『女子教育』に大いに共感した。『女子教育』はまさに浅子が求めていた女子教育のビジョンと合致していた。こうした経緯で、浅子は金銭の寄付のみならず、成瀬と行動を共にして政財界の有力者に協力を呼びかけるなど、強力な援助者となる。広岡家、実家の三井家一門に働きかけ、三井家から目白台の土地を寄付させるに至り、1901年（明治34年）の日本女子大学校（現・ 日本女子大学）設立に導く。日本女子大学校の発起人の一人であり、創立当初の評議員となる。また夫（広岡信五郎）は女子大学校の創立委員の一人である。

### キリスト教と女子教育に貢献
開講3年目となる1904年（明治37年）、夫（広岡信五郎）の死去を機に事業を娘婿の広岡恵三（大同生命第2代社長）に譲る。以後は女子教育や婦人事業に貢献することを是とし、社会貢献事業と自身の学問に専念、長井長義らに学ぶ傍らで愛国婦人会大阪支部授産事業の中心的人物としても活動した。
1909年（明治42年）1月に大学病院において胸部の悪性腫瘍手術を受け回復。同年年末に大阪の菊池侃二宅で宮川牧師と知り合い、同席者の成瀬から宗教哲学を勧められた縁で1911年（明治44年）に宮川経輝より受洗。
婦人運動や廃娼運動にも参加し、当時発行が相次いでいた女性雑誌に多数の論説を寄せる。「女性の第二の天性は猜忌、嫉妬、偏狭、虚栄、わがまま、愚痴であり、西洋婦人は宗教により霊的修養をしている」とし、宮川による『心霊の覚醒』や自らの宗教的信条を記した『一週一信』を出版して日本のキリスト教化に励んだ。日本YWCA中央委員、大阪YWCA創立準備委員長を務めた。
日本女子大学設立後も浅子の女子教育に対する情熱は衰えることがなく、1914年（大正3年）から死の前年（1918年）までの毎夏、避暑地として別荘を建設した御殿場・二の岡で若い女性を集めた合宿勉強会を主宰。参加者には若き日の市川房枝や村岡花子らがいた。このころ東京芝材木町、現在の六本木ヒルズ、ハリウッドビューティプラザのところに親戚の建築家ヴォーリズの設計で4階建ての家を建てている。
1919年（大正8年）、腎臓炎のため東京・麻布材木町（現・六本木6丁目）の別邸にて死去。享年71（満69歳没）。「私は遺言はしない。普段言っていることが、皆遺言です」と、遺言を残さなかったと言われる。生前から「（子孫には）不動産で資産を残してやりたい」と各地に別邸・別荘を積極的に建築していた。葬儀は東京と大阪で2度行なわれ、浅子の功績を称え、日本女子大学校では同年6月28日に全校を挙げて追悼会を開催した。
追悼式で弔事を述べたのは、日本女子大学校の創立委員長も務めた大隈重信であった。大隈は広岡の功績について、こう語った。

## 囲碁
浅子は囲碁を愛好しており、自らもアマチュアとして上級者であり、また、囲碁棋士の石井千治を後援した。

## 家族

### 小石川三井家
- 父 - 三井高益（1799年 - 1858年） - 小石川三井家6代当主。京都市上京区大黒屋町に広大な屋敷を構えていた。その一部は現在、ホテル「ルビノ京都堀川」になっている。正妻との間に三女一男があったがいずれも早世、高喜を別の三井家（南家）から養子に取り、48歳のとき家督を譲った[39]。浅子は高益50歳のときの娘で、別腹の子[39]。浅子の姉・春も別腹で、二人とも母親の名は不明[40]。59歳で没。
- 義兄 - 三井高喜（1823年 - 1894年） - 小石川三井家7代当主。号は三郎助。三井の南家5代目当主・三井高英の子。高益の養子となり、家督を継ぐ。28歳のときに、2歳の浅子を義妹として入籍[40]。春は養女として入籍[40]。
- 異母姉 - 春（1847年 - 1872年） - 浅子より2歳上の異母姉。高喜の養女として三井家に入家。浅子が嫁いだ6日後に両替商の天王寺屋五兵衛に嫁ぐ[41]。25歳で没。
- 義甥 - 三井高景（1850年 - 1912年） - 高喜の長男。浅子と1歳違いで姉弟同然に育ち、浅子からは「愛弟」と呼ばれた[42]。幼名は弁蔵。小石川家第8代当主となり[40]、号は三郎助。妻の寿天子とともに浅子の学校設立を支援した[43]。

### 広岡家
- 夫 - 広岡信五郎（1841年 - 1904年[44]） - 第8代広岡久右衛門正饒の次男。早くに分家の嫡男として養子に出る。尼崎紡績（後のユニチカ）初代社長[45]。大阪運河取締役。福王流の謡曲が趣味。妻によく従う夫として知られていた[46]。浅子との間に一女、女中ムメ（小藤とも）との間に三女一男[47]。長男の松三郎（1888年 - 1971年[48]）は大同生命保険4代目社長に就任[47]。
- 長女 - 広岡亀子（1876年 - 1973年） - 浅子の一人娘。明治9年（1876）10月生まれ[47]。
- 女婿 - 広岡恵三（1876年 - 1952年） - 子爵・一柳末徳の次男。東京帝大卒業後三井銀行を経て、加島屋経営に加わる[47]。加島銀行頭取、大同生命2代目社長。大阪電気軌道初代社長にも就任したが、浅子がリスクを察知して辞任させた[35]。父親と不仲だった実妹の一柳満喜子も留学前の若いころ広岡家で暮らしていた[49]。恵三の神戸市東灘区の私邸は、現在甲南女子大学になっている[50]。
- 義弟 - 第9代広岡久右衛門正秋（1844年 - 1909年） - 夫の弟。加島銀行初代頭取、大同生命初代社長。
- 養女 - 貴登（きと）、寿天子（すてこ） - 貴登は三井北家（惣領家）の三井高棟の妻。寿天子は浅子の義理の甥の三井高景の妻。ともに広岡信五郎・浅子夫妻の養女として嫁いだ[51]。

## 著書
- 『一週一信』（婦人週報社、1918年〈大正7年〉）：週刊新聞『基督教世界』に九転十起生のペンネームで寄稿した内容に、70歳までの自伝を加えて書籍化したもの。

## 伝記
- 『広岡浅子 明治日本を切り開いた女性実業家』（星海社、2015年）：歴史小説家・小前亮が、大同生命や三井家、日本女子大学に残された史料などを元に書いた、史実ベースの伝記本。ISBN 978-4061385764

## 広岡浅子が登場する作品
- 古川智映子『小説 土佐堀川 女性実業家・広岡浅子の生涯』（1988年、潮出版社、2015年、新装改訂版 (ISBN 9784267019937)、下記の連続テレビ小説第93作『あさが来た』の原作）
  - 舞台『土佐堀川 近代ニッポン―女性を花咲かせた女 広岡浅子の生涯』（上記の舞台化。2017年から各地で上演、広岡浅子役を高畑淳子が演じた。）
- 舞台 『土佐堀川』 - 1990年2月から1ヵ月間、東京宝塚劇場で上演。広岡浅子役を八千草薫が演じた。（夫・広岡信五郎役は伊東四朗）
- 村岡恵理 『アンのゆりかご 村岡花子の生涯』 （2008年、マガジンハウス、のち新潮文庫）
- 玉岡かおる『負けんとき ヴォーリズ満喜子の種まく日々』（2011年、新潮社【上・下】、のち文庫）
- テレビドラマ 『あさが来た』 - 2015年度後期連続テレビ小説第93作（NHK大阪放送局制作）。広岡浅子をモデルとした「白岡あさ」を女優の波瑠が演じる[52][53][54]。
- 『先駆者たちの肖像』鈴木裕子監修・東京女性財団編著（1994年、ドメス出版）
- 『大阪日日新聞』「なにわ人物伝」 第277話 - 第279話「女傑・広岡浅子」
- 大同生命 CM 「広岡浅子“きっかけ”篇 」[55] - 2015年10月より放送されているアニメーションのCM。
- 大同生命 CM 「広岡浅子“あきらめない”篇 」- 2015年12月より放送されているアニメーションのCM。

## 没後の話題
広岡浅子が嫁いだ豪商・加島屋が幕末に各地の藩に貸した金の借用書や浅子の手紙など、約1万点の資料が奈良県橿原市の民家で発見された。